# Збагачуваність вугілля
Збага́чуваність вугі́лля визначають: за ДСТУ, за методом Фоменка, за кривими збагачуваності, за методом Українського науково-дослідного інституту вуглезбагачення та іншими методами.
Для математичної оцінки збагачуваності вугілля за результатами фракційного аналізу було запропоновано багато аналітичних виразів (моделей) — Р. Анрі, В. Бердом, В. Я. Топорковим, Ф. Майєром, Т. Г. Фоменком тощо. Однак не всі вони можуть бути рекомендовані, тому що допускають деякі погрішності, що іноді приводить до неправильних висновків при порівнянні результатів дослідницьких робіт і різних варіантів проектів збагачувальних фабрик.

## Збагачуваність вугілля за ДСТУ

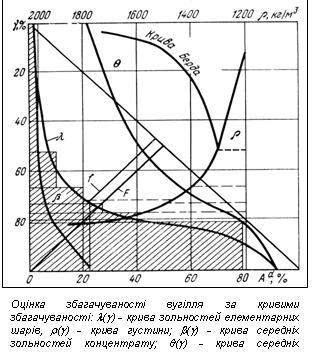
Рис. 1.

В практиці збагачення для вугілля кам'яного ДСТУ встановлені категорії:
- І — легка — вихід проміжних фракцій менший 4 %;
- ІІ — середня — вихід проміжних фракцій 4-10 %;
- ІІІ — важка — вихід проміжних фракцій 10-17 %;
- ІУ — дуже важка — вихід проміжних фракцій більший 17 %.

Відповідна градація категорій збагачуваності для антрациту :
- І — менше 4 %;

- ІІ — 4-8 %;

- ІІІ — 8-14 %;

- ІУ — понад 14 %.

З. залежить від мінерального складу, текстури і структури корисних копалин. Збагачуваність — обов'язкова характеристика родовищ корисних копалин при оцінці запасів, розробці технологічних схем, проектуванні збагачувальної фабрики, виборі флотаційних реагентів тощо. Дослідження збагачуваності проводять в промислових, напівпромислових і лабораторних умовах. Збагачуваність гравітаційними методами визначається за допомогою збагачуваності кривих, що відображують залежності між густиною та виходом фракцій.
Для вугілля кам'яного вживається критерій збагачуваності T = 100· (γпр/ 100 — γпор), де γпр, γпор — виходи проміжної (промпродуктової) та породної фракцій. Критерій Т означає вихід фракцій проміжної густини в розрахунку на безпородну масу.

## Збагачуваність вугілля за кривими збагачуваності. Метод Р. Анрі
Запропонована велика кількість графічних та аналітичних методів оцінки збагачуваності вугілля. Всі графічні методи оцінки збагачуваності базуються на використанні кривих збагачуваності, які будуються за результатами фракційного аналізу. Існує ряд способів оцінки збагачуваності вугілля за кривими збагачуваності.
Метод Р. Анрі. Інтегральні криві, які визначають сумарний вихід фракцій, для оцінки розподілення золи у вугіллі першим запропонував застосовувати 1903 р. Р. Шарве. У 1905 р. ці криві були більш глибоко вивчені і описані у вигляді кривих збагачуваності Р. Анрі, а потім доповнені, особливо у відношенні їхньої математичної інтерпретації, К. Рейнгардтом. З цього часу вони широко використовуються для характеристики речовинного складу досліджуваного вугілля.
Криві збагачуваності показують залежності між основними технологічними показниками збагачення:
λ — залежність між сумарним виходом і зольністю елементарних фракцій;
β — залежність між сумарним виходом фракцій, що спливли, і їхньою зольністю;
Θ — залежність між сумарним виходом фракцій, що потонули, і їхньою зольністю ;
δ — залежність між розділовою густиною і виходами фракцій.
Криві збагачуваності будуються в такій послідовності. Першою будується крива λ. Для цього будують прямокутники, які символізують кількість золи в кожній фракції. Середні точки вертикальних сторін з'єднують плавною кривою таким чином, щоб площа під кривою (кількість золи) дорівнювала площі прямокутників. Кінці кривої λ не повинні доходити ні до 0 % (материнська зола), ні до 100 % (порода при контакті з вугіллям вуглефікується). Крива β будується по точках за показниками фракцій, що спливають, крива Θ — по точках за показниками фракцій, що тонуть. Крива δ будується за даними виходу фракцій, що спливають, і мінімальній густині фракції.
За кривими збагачуваності визначають теоретичні показники збагачення корисної копалини, густину розділення, можливість ших-товки різновидів сировини. Крім того, по характеру кривої λ можна судити про збагачуваність матеріалу, що переробляється. Залежно від характеру кривої λ можна припустити три теоретичних випадки розділення матеріалу .

## Збагачуваність вугілля за методом Берда

Рис. 2. Крива Берда

Рис. 3. Визначення коефіцієнту збагачуваності

Берд запропонував характеризувати збагачуваність вугілля вмістом матеріалу в певних границях вище і нижче заданої густини розділення. Границі відхилення від густини розділення прийняті рівними +100 кг/м3 або -100 кг/м3, при цьому (без вільної породи). Крива Берда будується графічним або аналітичним шляхом за результатами фракційного аналізу.
Сутність методу полягає в тому, що за вирішальний фактор, який визначає збагачуваність вугілля, прийнято вихід фракцій, що відрізняються від густини розділення на ± 100 кг/м3. Вільна порода густиною більше 2000 кг/м3 (крім антрацитів) Бердом виключалась, щоб уникнути помилкового уявлення про дійсну збагачуваність вугілля через наявність породи, яка потрапляла при видобутку вугілля з покрівлі і підошви пласта.
Про збагачуваність даного вугілля при прийнятій густині розділення судять по величині відрізків, що відсікаються на кривій ± 100 кг/м3 вертикальними лініями, які проходять через точки відповідних густин (рис. ). Наприклад, якщо розділення вугілля здійснюється по густині 1300 кг/м3, то вихід у збагачуваному вугіллі фракцій, що відрізняються на ± 100 кг/м3 від густини розділення, характеризується відрізком а1а2, а якщо розділення здійснюється по густині 1400 кг/м3, то вихід у збагачуваному вугіллі цих фракцій характеризується відрізком b1b2 і т. д. Чим більше величина відрізка, тим важче збагачуваність вугілля.

## Збагачуваність вугілля за методом Фоменка
За Т. Г. Фоменко збагачуваність визначається коефіцієнтом збагачуваності К, який дорівнює відношенню величини прогину f кривої λ(γ) до максимально можливого її значення F: К = f / F (див. рис. 1).

## Збагачуваність вугілля за методом Панченка
За С. І. Панченко категорія збагачуваності вугілля визначається відношенням теоретичного виходу концентрату густиною менше 1400 кг/м3 до його зольності.

## Збагачуваність вугілля за методом УкрНДІвуглезбагачення
Інститут УкрНДІВуглезбагачення (м. Луганськ) запропонував метод визначення індексу збагачуваності Т по виходу і зольності легких фракцій:
T=aA2л+b(100-γл)2, %
де — γл і Ал — вихід і зольність легких фракцій, % ; a і b — емпіричні коефіцієнти.
Відповідно до індексу збагачуваності зроблена класифікація донецького вугілля в напрямку його технологічного використання. Залежно від властивостей вугілля може використовуватися для коксування і напівкоксування, енергетичних і комунально-побутових цілей, газифікації і гідрогенізації, при виробництві вапна, цегли і цементу тощо. Найбільш жорсткі вимоги ставляться до якості концентратів коксівного вугілля. Тому при збагаченні коксівного вугілля повинні застосовуватися більш досконалі схеми і процеси. На коксохімічні заводи концентрати відвантажуються в нерозсортованому вигляді, вони повинні мати низький вміст золи, сірки і вологи.
Енергетичне вугілля збагачують за більш простими схемами і в тих випадках, коли це економічно вигідно. Малозольне енергетичне вугілля (Аd< 12 %) не збагачується. Енергетичне вугілля і вугілля для комунально-побутових потреб надходить споживачу в розсортованому виді.

## Метод В.Я.Топоркова
За цим методом запропоновано збагачуваність вугілля оцінювати з використанням формули: Т = 100 γ / β В, де γ — теоретичний вихід легкої фракції при розділенні по густині 1500 кг/м3, %;
β — зольність легкої фракції при розділенні по густині 1500 кг/м3, %;
В — вихід вугільної фракції густиною менше 1800 кг/м3,%.
На основі цієї формули В. Я. Топорков запропонував шкалу оцінки збагачуваності вугілля .
Недоліком показника збагачуваності за В. Я. Топорковим є те, що величина Т може бути однаковою для вугілля різної категорії збагачуваності і, крім того, він не враховує умов, які визначають раціональну якість концентрату.

## Метод Ф. Майєра

Рис. 4. Крива Майєра

Майєром запропонована крива (рис. 4), яка виражає середнє значення збагачуваності вугілля. Цю криву отримують підсумовуванням площі, які замкнені основною лінією кривої Р. Анрі (λ).
Точки кривої Майєра характеризують границі фракцій різної густини. Кожна хорда кривої між двома її точками представляє собою відповідну фракцію у вигляді вектора, довжина ординати якого — це вихід фракції (%), а довжина абсциси — кількість зольних одиниць цієї фракції (помножена на 100). Нахил вектора (тангенс кута між хордою і ординатою) характеризує зольність фракцій. Чим менше радіус кривизни кривої Майєра, тим легше збагачуваність вугілля і, навпаки, із збільшенням радіуса кривизни важкість збагачення зростає.
Ступінь збагачуваності вугілля за Майєром визначається величиною «половинного лінійного розсіяння» — відрізком S1S2 (рис. 4), який відповідає довжині абсцис між променем Аа, що з'єднує кінці кривої Майєра, і точкою дотику лінії b1b2 до кривої проведеної паралельно променю Аа.